# غاري فوستر
غاري فوستر (بالإنجليزية: Gary Foster)‏ هو معلم موسيقى أمريكي، ولد في 25 مايو 1936 في ليفنوورث في الولايات المتحدة.

## وصلات خارجية
- غاري فوستر على موقع IMDb (الإنجليزية)
- غاري فوستر على موقع ميوزك برينز (الإنجليزية)
- غاري فوستر على موقع أول ميوزيك (الإنجليزية)
- غاري فوستر على موقع ديسكوغز (الإنجليزية)